# Grupo de San Galo

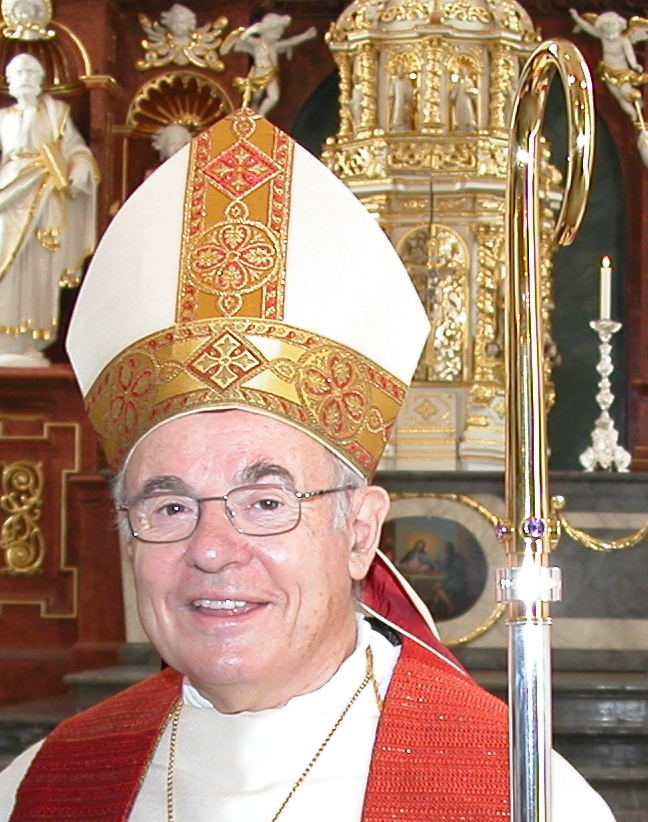
Monseñor Ivo Fürer, anfitrión del grupo.

El Grupo de San Galo, también llamado Mafia de San Galo, fue un grupo informal de clérigos de alto nivel de la Iglesia católica con ideas liberales y reformistas afines. Fue descrito por el obispo de San Galo, Ivo Fürer, anfitrión de las reuniones, como un Freundeskreis (círculo de amigos). Se juntaban anualmente en enero en la abadía de San Galo (Suiza), para intercambiar libremente ideas sobre temas de la Iglesia.

## Nombre
Siendo un grupo informal, no tenía un nombre oficial. Grupo de San Galo es el nombre que utilizaron algunos de sus miembros en sus agendas. El nombre se hizo público después de aparecer un capítulo completo dedicado al mismo en la biografía del cardenal Godfried Danneels, arzobispo de Malinas-Bruselas, publicada por los historiadores de la Iglesia, Karim Schelkens y Jurgen Mettepenningen. «Grupo de San Galo», «Mafia de San Galo» o «Club de San Galo» son alternativas.
La presentación de esta biografía en septiembre de 2015 fue televisada por VTM. Danneels dijo que el nombre «Grupo de San Galo» era deftig (respetable), pero añadió entre risas del público maar eigenlijk zeiden wij van onszelf en van die groep: de maffia (pero en realidad nos llamábamos a nosotros y a ese grupo: la mafia).

## Historia

### Antecedentes

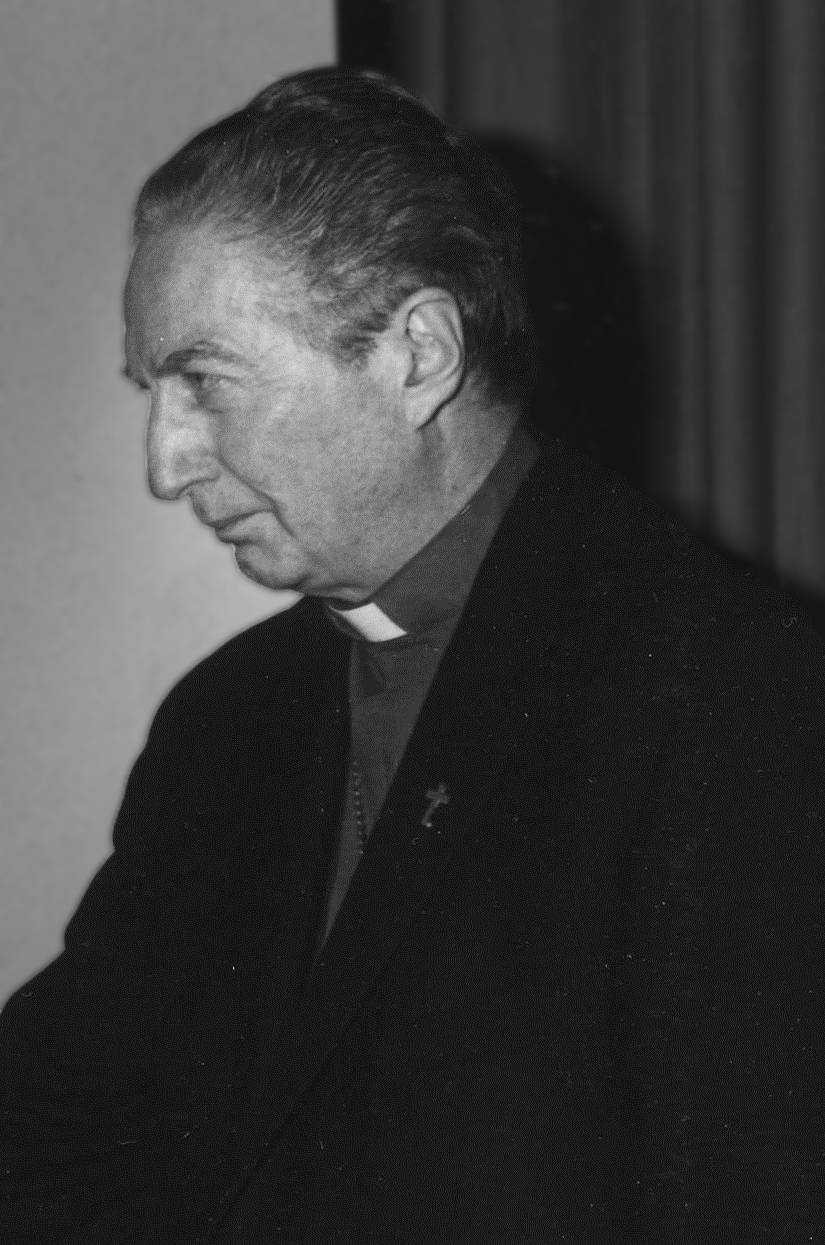
El cardenal Martini, el motor del Grupo de San Galo en sus primeros años

La iniciativa de las reuniones provino del obispo Ivo Fürer, quien había sido secretario general del Consejo de Conferencias Episcopales de Europa desde 1977 hasta 1995. En 1993 el Vaticano impuso una reforma completa de este consejo. Juan Pablo II destituyó a Achille Silvestrini como líder de este órgano por intentar subvertir la autoridad romana. Fürer pensó entonces que esto significaba el final de la principal razón de ser del organismo: fomentar la colegialidad entre los obispos europeos. De acuerdo con el cardenal Carlo Maria Martini, arzobispo de Milán, decidió invitar a un grupo de clérigos de alto nivel, cardenales, arzobispos y obispos, para discusiones francas y colegiadas entre ellos de manera informal.
El grupo se reunió por primera vez en enero de 1996. Además del propio Martini, Fürer invitó a:
- Paul Verschuren, obispo de Helsinki.
- Jean Vilnet, arzobispo de Lille.
- Johann Weber, obispo de Graz-Seckau.
- Walter Kasper, obispo de Rottenburg-Stuttgart (más tarde cardenal).
- Karl Lehmann, obispo de Maguncia (más tarde cardenal).[5]

A ellos se fueron sumando nuevos miembros, todos por invitación y todos considerados reformistas:
- 1999: cardenal Godfried Danneels, arzobispo de Malinas-Bruselas y Ad van Luyn, obispo de Róterdam.
- 2001: Cormac Murphy-O'Connor, arzobispo de Westminster (más tarde cardenal), y Joseph Doré, arzobispo de Estrasburgo.
- 2002: Alois Kothgasser, obispo de Innsbruck, más tarde arzobispo de Salzburgo.
- 2003: Achille Silvestrini, cardenal de la curia, y el cardenal Lubomyr Husar, arzobispo mayor de Leópolis y metropolitano de Galitzia en la Iglesia greco-católica ucraniana.
- 2004: José Policarpo, Patriarca de Lisboa.[10][11]

### Discusiones
Los fundadores y miembros del grupo creían que el Vaticano impedía la libre discusión entre los obispos, por lo que las reuniones se llevaron a cabo en secreto. Los miembros observaron una regla simple: se podía decir todo, no se tomaban notas y se respetaba la discreción. Las reuniones fueron reveladas después de que el grupo dejara de existir, en 2014 por Austen Ivereigh, y descritas más extensamente en 2015 en la biografía autorizada de Danneels.
Los temas discutidos por el grupo incluyeron: el centralismo en la Iglesia, el papel de las conferencias episcopales, el papel y la posición de los sacerdotes, la moral sexual, el nombramiento de obispos y la colegialidad. Sobre todos estos temas, el Vaticano había publicado documentos que los participantes consideraban controvertidos. Todos coincidieron en que el prefecto de la Congregación para la Doctrina de la Fe, Joseph Ratzinger, ejercía una influencia centralizadora y conservadora en Roma, especialmente cuando la salud de Juan Pablo II se deterioró. Ciertamente no querían que Ratzinger lo sucediera. Meloni afirma que Martini era el líder de este grupo, cuyo padrino había sido el teólogo jesuita Karl Rahner, líder progresista en el Concilio Vaticano II.
En un primer momento, el plan del grupo era hacer papa al cardenal Martini. Sin embargo, justo en el año de la creación del grupo, el cardenal fue diagnosticado con el mal de Parkinson. En 2002, Martini hizo pública su enfermedad y el liderazgo del grupo pasó a Silvestrini. Algunos miembros niegan haber discutido sobre nombres, pero Fürer los contradice y afirma explícitamente que el de Jorge Mario Bergoglio fue mencionado en la discusión del grupo sobre la inminente sucesión de Juan Pablo II. Agrega, sin embargo, que los miembros nunca se comprometieron con ningún candidato. El nombre de Bergoglio solo pudo haber surgido en San Galo en la reunión de 2002. Bergoglio fue creado cardenal en febrero de 2001, y Martini, que lo había conocido en 1974, lo presentó a algunos miembros que apenas lo conocían en el consistorio extraordinario de mayo de 2001. Al cardenal Bergoglio no le gustaba la forma en que la curia manejaba las cosas, y su informe sobre el sínodo de los obispos de 2001 le valió grandes elogios de todos, incluido el Grupo de San Galo. Fue el cardenal Murphy-O’Connor quien propuso a Bergoglio al grupo como candidato. Sin embargo, Martini se mostró contrario a Bergoglio por informaciones internas de la Compañía de Jesús.

### Cónclave papal de 2005

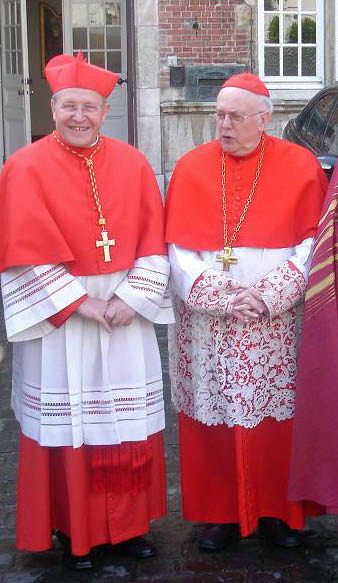
Cardenales Walter Kasper y Godfried Danneels, dos miembros destacados del Grupo de San Galo.

En Roma, antes del cónclave papal de 2005, los cardenales que eran miembros del Grupo de San Galo enviaron a su anfitrión, Ivo Fürer, una tarjeta que decía: Estamos aquí juntos en el espíritu de San Galo, y antes del cónclave se reunieron invitados por Silvestrini durante una cena en Villa Nazaret, Roma. Según extractos anónimos de un cardenal cuyo diario publicó Lucio Brunelli, dos de ellos, Lehmann y Danneels, fueron los líderes de los cardenales reformistas durante el cónclave. Estos reformistas formaron un grupo contrario a Joseph Ratzinger, y trataron de impedir su elección entregando todos sus votos a Jorge Mario Bergoglio, quien así podría forjar una minoría de bloqueo. Lo consiguieron, pero Bergoglio, "casi llorando", rogó no ser votado. Julia Meloni indica que, según el vaticanista Bernard Lecomte, varios testigos presenciales vieron una conversación entre Martini y Ratzinger a la hora del almuerzo previo a la cuarta votación. Ratzinger fue elegido Papa Benedicto XVI en la cuarta votación. Según Meloni, Martini había cambiado sus votos a favor de Ratzinger, quizás a cambio de una garantía sobre la dirección del nuevo pontificado. Cuando Ratzinger presentó su renuncia en 2013, Martini fue una de las pocas personas a las que consultó. El confesor de Martini, el sacerdote jesuita Silvano Fausti, afirmó antes de fallecer que el acuerdo entre Martini y Ratzinger buscaba cortar las maniobras del cardenal rastrero, posible referencia al entonces secretario de Estado, Angelo Sodano.
Un año después de la elección de Ratzinger, lo que quedaba del grupo se reunió por última vez. A la reunión asistieron solo cuatro de sus antiguos miembros: Fürer, Kothgasser, Danneels y van Luyn. Martini murió en agosto de 2012 aquejado de la enfermedad de Parkinson. En 2012, monseñor Kasper dijo que en la Iglesia soplaba viento del sur.

### Cónclave papal de 2013
Tres de los miembros restantes participaron en el cónclave papal de 2013: Walter Kasper, Godfried Danneels y Karl Lehmann. Cormac Murphy-O'Connor había traspasado la edad límite para participar en el cónclave, pero estuvo presente en Roma durante el período previo al cónclave. A diferencia de 2005, no hay una fuente anónima que informe desde dentro del cónclave sobre el papel que jugaron en la elección del papa Francisco. Según Ivereigh, los cuatro trabajaron coordinados para ganar votos para la elección de Jorge Mario Bergoglio en el cónclave, con la esperanza de elegir un líder reformista para la Iglesia. Además, en la primera edición de su libro, Ivereigh escribe que primero obtuvieron el consentimiento de Bergoglio. Los cuatro cardenales, sin embargo, lo negaron. Finalmente, Bergoglio se impuso en la quinta votación al conservador Angelo Scola, arzobispo de Milán. El ya papa Francisco apareció en el balcón de la logia central de San Pedro acompañado de Danneels.
El director de la Oficina de Prensa de la Santa Sede dijo que los cardenales estaban sorprendidos y decepcionados por lo que se escribió sobre ellos y negaron expresamente esta descripción de los hechos con respecto a la realización de una campaña para la elección de Bergoglio. El fuerte rechazo de los cardenales se debió principalmente a la insinuación de que habían violado las reglas establecidas en la constitución apostólica Universi Dominici Gregis, cuyo artículo 79 dice Confirmando también las prescripciones de mis Predecesores, prohíbo a quien sea, aunque tenga la dignidad de Cardenal, mientras viva el Pontífice, y sin haberlo consultado, hacer pactos sobre la elección de su Sucesor, prometer votos o tomar decisiones a este respecto en reuniones privadas. Ello está castigado con la excomunión latae sententiae en su artículo 81. En la segunda edición de su libro, Ivereigh incluyó la defensa de los cardenales, reemplazando la frase con: De acuerdo con las reglas del cónclave, no le preguntaron si estaría dispuesto a ser candidato, pero se mantuvo firme en el resto de sus informaciones.

### Consecuencias
El programa reformista de San Galo comenzó a aplicarse recién elegido Francisco, bajo el liderazgo de Walter Kasper en el sínodo extraordinario de obispos sobre la familia (2014) y la XIV Asamblea General Ordinaria del sínodo de obispos (2015) que dieron como resultado la exhortación apostólica postsinodal Amoris laetitia. Según Meloni «...la esencia de Amoris lætitia está contenida en el 'último testamento' de Martini, la última entrevista que concedió». El historiador Roberto de Mattei señala que la iglesia sinodal de Francisco es el "sueño incumplido del cardenal Martini".